# Omar Ali Saifuddien 3. af Brunei
Omar Ali Saifuddien Sa'adul Khairi Waddien (jawi: عمر علي سيف الدين سعد الخير والدين), (23. september 1914 – 7. september 1968) var den 28. sultan af Brunei fra 1950 til 1967.
Han efterfulgte sin storebror Ahmad Tajuddin den 4. juni 1950 og blev kronet den 31. maj 1951. Han abdicerede den 4. oktober 1967 til fordel for sin søn Hassanal Bolkiah.